# Jag är Dina
Jag är Dina är en svensk-norsk-dansk film från 2002, baserad på Herbjørg Wassmos roman Dinas bok.

## Handling
Filmen handlar om Dina Grønelv som växer upp i mitten på 1800-talet i norra Norge. Genom en olyckshändelse orsakar hon sin mors död. Hennes far, Edvard, förskjuter henne, och Dina går in i en svår psykos och blir onåbar.
Först när hon möter musiken genom den levnadsglade Chris Lorch, den lärare som Edvard anställt åt henne, kommer hon ut ur sin svåra sorg och börjar alltmer att leva igen. Jacob, en rik vän till hennes far, följer Dinas utveckling och blir förälskad i henne.
Men efter bröllopet inser den medelålders Jacob att han inte haft en aning om vem den unga kvinnan är som han tagit till hustru.

## Om filmen
I filmen (som är på engelska) spelar främst svenska, norska och danska skådespelare.
"Jag är Dina" är också en av de dyraste filmerna som någonsin gjorts i Norden; budgeten uppgick till totalt 160 miljoner kronor.

## Rollista (i urval)
- Maria Bonnevie – Dina Grønelv
- Bjørn Floberg – Edvard (Dinas far)
- Pernilla August – Hjertrud (Dinas mor)
- Gérard Depardieu – Jacob
- Hans Matheson – Tomas
- Mads Mikkelsen – Niels
- Christopher Eccleston – Leo Zhukovsky
- Søren Sætter-Lassen – Chris Lorch

## Kritik
Filmen gjorde ett stort intryck på grund av Maria Bonnevies starka gestaltning av Dina. Ekonomiskt var filmen mindre framgångsrik, särskilt i ljuset av de höga inspelningskostnaderna.